# Chirca
Chirca è un comune della Moldavia situato nel distretto di Anenii Noi di 1.810 abitanti al censimento del 2004

## Località
Il comune è formato dall'insieme delle seguenti località (popolazione al 2004):
- Chirca (1.668 abitanti)
- Botnăreştii Noi (142 abitanti)